# واين كلارك (لاعب كرة قدم أمريكية)
واين كلارك (بالإنجليزية: Wayne Clark)‏ هو لاعب كرة قدم أمريكية أمريكي، ولد في 30 مايو 1947 في أوسكلوسا في الولايات المتحدة.

## وصلات خارجية
- واين كلارك على موقع مرجع كرة القدم المحترفة.كوم (الإنجليزية)